# Abdarrahim ibn Ilyas (Fatimide)

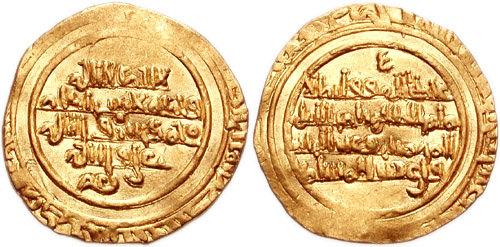
Golddinar, geprägt 1021 in den Namen des ʾamīr al-muʾminīn al-Hakim bi-Amr Allah und des Walī ʿahd al-muslimīn Abd al-Rahim

Abu l-Qasim Abdarrahim ibn Ilyas ibn Ahmad ibn al-Mahdi (arabisch أبو القاسم عبد الرحيم بن إلياس بن أحمد بن المهدي, DMG Abū l-Qāsim ʿAbd ar-Raḥīm ibn Ilyās ibn Aḥmad ibn al-Mahdī; † zwischen 1021 und 1023 in Kairo) war ein Prinz (amīr) der schiitischen Kalifendynastie der Fatimiden und der designierte Nachfolger seines Cousins al-Hakim für das Kalifat.
Prinz Abdarrahim war ein Urenkel des Dynastiegründers al-Mahdi (gest. 934) und lebte zunächst im Prinzenviertel der Palaststadt Kairo. Seine Mutter war eine Christin. Zur Überraschung aller wurde er bereits im hohen Erwachsenenalter stehend im Jahr 1013 von seinem Cousin Kalif al-Hakim im Rahmen einer doppelten Thronfolge öffentlich zum Nachfolger für die Kalifenwürde proklamiert und dazu mit dem Titel „Thronfolger der Muslime“ (walī ʿahd al-muslimīn) ausgezeichnet. Zugleich wurde ein weiterer Cousin, Prinz Abbas, als „Thronfolger der Gläubigen“ (walī ʿahd al-muʾmimīn) für die Nachfolge in der religiösen Würde des Vorstehers (imām) der Schia der Ismailiten designiert, die seit der Gründung des Fatimiden-Kalifats ex officio mit der Kalifenwürde verbunden war. Mit dieser Nachfolgeregelung beabsichtigte al-Hakim eine Trennung von weltlicher und religiöser Macht, indem das Kalifat von allen religiösen Implikationen befreit zukünftig von allen Muslimen, Schiiten wie Sunniten, als höchste weltliche Instanz angesehen werden konnte. Das Imamat der Ismailiten sollte sich dagegen nur noch auf die religiöse Leitung ihrer Anhängerschaft beschränken, analog zu den anderen innerhalb des Fatimiden-Kalifats bestehenden Glaubenskonfessionen der Sunniten, Christen und Juden.
Von al-Hakim wurde Abdarrahim in den folgenden Jahren weiter als Thronfolger aufgebaut und dazu in die Angelegenheiten der Staatsführung miteinbezogen. Er wurde zum Statthalter Syriens ernannt, wofür er nach Damaskus umzog. Im Kanon der Drusen wird er als erster Widersacher ihrer Lehre genannt, die in der Person des al-Hakim keinen sterblichen Menschen, sondern die physische Inkarnation des Schöpfergottes (Allāh) selbst erkannte. Von dem führenden Propagandisten dieser extremen Splittergruppe der Ismailiten, Hazma al-Labbad, wurde er schriftlich zu einer Stellungnahme aufgefordert, in der er seine Ehrentitulierung als „Vetter des Befehlshabers der Gläubigen“ erklären sollte. Sie könne nichts anderes bedeuten, als dass al-Hakim keine leiblichen Nachkommen habe, da ja der Schöpfergott weder gezeugt wurde noch selbst gezeugt hat (Sure 112:3).
Am 13. Februar 1021 verschwand al-Hakim bei einem seiner nächtlichen Ausritte. Während die Drusen darin eine Bestätigung ihrer Lehre erkannten, wonach der Schöpfergott in seine körperlose Inkarnation zurückgekehrt sei, ging der Hof zu Kairo von seiner Ermordung aus. Die führende Hofkamarilla um die Prinzessin Sitt al-Mulk nutzte die Situation zur schnellen Klärung der Nachfolge und Übernahme der Staatsführung. Auf Betreiben der Prinzessin wurde die Thronfolgeregelung ihres Bruders umgehend verworfen und stattdessen al-Hakims junger Sohn Prinz Ali unter dem Herrschernamen az-Zahir zum neuen Kalifen und Imam proklamiert. Der für das Imamat designierte Prinz Abbas musste „mit dem Schwert über dem Haupte“ den Verzicht auf sein Nachfolgerecht erklären. Abdarrahim wurde am 26. März 1021 in Damaskus verhaftet und nach Kairo in einen Kerker verbracht. Dort soll er sich der offiziellen Verlautbarung gemäß nach einiger Zeit mit einem Brotmesser selbst entleibt haben; inoffiziellen Berichten nach wurde er auf Geheiß der Sitt al-Mulk (gest. 5. Februar 1023) von einem ihrer Sklaven mit dem Schwert getötet.